# Michael Videira
Michael Videira (Milford, 6 januari 1986) is een Amerikaans voetballer.

## Clubcarrière
Videira werd in de tweede ronde van de MLS SuperDraft 2008 als achttiende gekozen door New England Revolution. Hij besloot echter geen contract te tekenen in de MLS en vertrok naar Schotland om te tekenen bij Hamilton Academical. Hij speelde door een periode van blessures echter geen enkele minuut voor de club. In december 2008 werd hij van zijn contract ontbonden waarna hij alsnog bij New England Revolution tekende. Hij maakte zijn debuut voor New England op 15 april 2009 tegen Real Salt Lake. In 2009 speelde hij voor een korte tijd op huurbasis bij Western Mass Pioneers uit de USL Second Division, het voormalige derde niveau in Amerika. Videira werd op 26 juli 2010 van zijn contract bij New England ontbonden. Hij tekende vervolgens bij AC St. Louis uit de USSF Division 2 Professional League.
Na een seizoen bij St Louis waarin hij acht keer speelde tekende hij na een trainingsstage op 10 maart 2011 een contract bij Chicago Fire. Op 9 december 2013, na 14 competitiewedstrijden gespeeld te hebben, verliet hij de club.